# Raniele
Raniele Almeida Melo (Baixa Grande, 31 de dezembro de 1996) é um futebolista brasileiro que atua como volante. Atualmente joga pelo Corinthians.

## Carreira

### Início

#### Fernandópolis e Ferroviária
Nascido em Baixa Grande, Bahia, Raniele jogou pela seleção sub-20 de Fernandópolis, antes de terminar sua formação na Ferroviária. Fez sua estreia em 10 de julho de 2016, começando no empate fora de casa por 0-0 na Copa Paulista contra o Rio Claro. Foi campeão da Copa Paulista 2017.

### Taubaté
Foi emprestado ao Taubaté no dia 4 de dezembro de 2017.

### Penapolense
Foi emprestado para a Penapolense para o Campeonato Paulista Série A2 2019.

### Portuguesa
Foi emprestado à Portuguesa em 25 de novembro de 2019.

### Jacuipense
Assinou com Jacuipense em 16 de julho de 2020.

### Botafogo-SP
No dia 7 de dezembro de 2020, assinou com o Botafogo-SP para o restante da Série B 2020.

### Bahia
No dia 10 de fevereiro de 2021, transferiu-se para o Bahia, inicialmente para o time sub-23. Fez sua estreia na primeira divisão em 25 de julho de 2021, entrando no lugar de Jonas na derrota fora de casa por 3-0 contra o Atlético Mineiro. Foi campeão da Copa do Nordeste 2021.

### Avaí
No dia 28 de janeiro de 2022,foi emprestado para o Avaí. Marcou seu primeiro gol no dia 10 de abril, marcando o gol da vitória em casa por 1-0 sobre o América Mineiro, e foi uma figura sempre presente na equipe antes de ser rebaixado; no dia 16 de dezembro, ele assinou um contrato permanente de três anos com o clube. Em 16 de dezembro de 2022, o Avaí anunciou a compra em definitivo do volante até 2025.

### Cuiabá
Em 31 de março de 2023, assinou com o Cuiabá por quatro anos. O clube pagou 3,65 milhões de reais por 65% de seus direitos econômicos. Fez a sua estreia e marcou seu primeiro gol pelo Cuiabá em 15 de abril de 2023, na derrota por 2-1 para o Palmeiras, no Allianz Parque, pelo Campeonato Brasileiro 2023.

### Corinthians
Em 2 de janeiro de 2024, foi anunciado pelo Corinthians com contrato de cinco temporadas. O negócio foi fechado em 2,5 milhões de euros (R$ 13,3 milhões) por 60% dos direitos econômicos e os 40% restantes ficam com o Cuiabá. Em 19 de janeiro, foi apresentado no CT Joaquim Grava. Fez a sua estreia com a camisa do Corinthians em 21 de janeiro, na vitória por 1-0 contra o Guarani, na Neo Química Arena, pelo Campeonato Paulista 2024. O atleta ganhou muito destaque em seu começo de trabalho, se tornando titular absoluto no meio campo e caindo nas graças da torcida. Em 27 de março de 2025, sagrou-se campeão do Campeonato Paulista 2025 após o empate contra o Palmeiras por 0x0, porém o jogo de ida o Corinthians venceu por 1-0. Marcou seu primeiro gol com a camisa do Corinthians no dia 2 de abril de 2025, na derrota por 2-1 contra o Huracán, na Neo Química Arena, pela Copa Sul-Americana 2025.

## Títulos
Ferroviária
- Copa Paulista: 2017[carece de fontes?]

Bahia
- Copa do Nordeste: 2021[carece de fontes?]

Corinthians
- Campeonato Paulista: 2025[carece de fontes?]